# Нечаев, Иван Алексеевич
Иван Алексеевич Нечаев (1900—1963) — советский оперный певец (лирический тенор) и педагог. Заслуженный артист РСФСР (1936).

## Биография
Родился 5 (18 января) 1900 года в деревне Бор (ныне — Шимский район, Новгородская область). Отец — стеклодув, мать — из бедной крестьянской семьи.
Работал табельщиком, затем счетоводом на железной дороге. Во время Гражданской войны служил рядовым красноармейцем в железнодорожном дивизионе. Пению обучался во 2-м Петроградском музыкальном училище (Ленинградском техникуме) (1922—1928) у А. Я. Порубинского. В 1927—1928 годах — артист хора Ленинградской капеллы.
В 1928—1954 годах — солист ЛАТОБ имени С. М. Кирова, одновременно — ЛМАТОБ. В 1941—1945 годах был организатором блокадного музыкального театра, возглавлял оперную труппу. Обладал лёгким, подвижным голосом мягкого тембра, сценическим дарованием. С 1942 года каждое воскресенье исполнял по Ленинградскому радио русские народные песни. В начале 1943 года отказался от предложения работать в Большом театре в Москве. В 1953—1963 годах преподавал в ЛГК имени Н. А. Римского Корсакова. Член ВКП(б) с 1949 года.
Жена — балерина Ольга Генриховна Иордан.
Умер 22 февраля 1963 года в Ленинграде. Похоронен на Богословском кладбище.

## Оперные партии
- «Руслан и Людмила» М. И. Глинки — Баян
- «Демон» А. Г. Рубинштейна — Синодал
- «Князь Игорь» А. П. Бородина — Владимир Игоревич
- «Борис Годунов» М. П. Мусоргского — Юродивый
- «Майская ночь» Н. А. Римского-Корсакова — Левко
- «Снегурочка» Н. А. Римского-Корсакова — Берендей
- «Евгений Онегин» П. И. Чайковского — Ленский
- «Царская невеста» Н. А. Римского-Корсакова — Лыков
- «Орлеанская дева» П. И. Чайковского — Король
- «Именины» В. В. Желобинского — Андрей
- «Ветер» Ж. Массне — Вертер
- «Фауст» Ш. Гуно — Фауст
- «Дон Паскуале» Г. Доницетти — Эрнесто
- «Декабристы» Ю. А. Шапорина — Ростовцев
- «Кармен» Ж. Бизе — Хозе
- «Семья Тараса» Д. Б. Кабалевского — Назар
- «Травиата» Дж. Верди — Альфред
- «Нос» Д. Д. Шостаковича — Нос
- «Дубровский» Э. Ф. Направника — Дубровский
- «Риголетто» Дж. Верди — Герцог
- «Севильский цирюльник» Дж. Россини — Альмавива

## Награды и премии
- орден Трудового Красного Знамени (1939)[2]
- заслуженный артист РСФСР (1936)
- Сталинская премия второй степени (1951) — за исполнение партии партии Назара в оперном спектакле «Семья Тараса» Д. Б. Кабалевского (1950) на сцене ЛАТОБ имени С. М. Кирова